# 봉계초등학교 태화분교
봉계초등학교 태화분교(鳳溪初等學校 太和分校)는 대한민국 경상북도 김천시에 있었던 공립 초등학교이다.

## 학교 연혁
- 1912년 태화의숙 창립(창촌 소재)
- 1943년 4월 1일 신암국민학교 태화분교장으로 편입
- 1949년 9월 20일 태화국민학교 설립인가
- 1949년 10월 10일 태화국민학교 개교
- 1950년 7월 6.25사변으로 소실
- 1985년 1월 25일 태화국민학교 병설유치원 개원
- 1993년 3월 1일 신암국민학교 본교 분교장으로 편입
- 1994년 3월 1일 광천국민학교 본교 분교장으로 편입
- 1996년 1월 1일 태화초등학교로 명칭 변경
- 1997년 3월 1일 광천분교장 본교 통합
- 1999년 9월 1일 신암분교장 본교 통합
- 2013년 9월 1일 제24대 김도훈교장선생님 부임
- 2015년 2월 13일 제64회 졸업(총 2,066명)
- 2015년 3월 1일 5학급 편성(34명)
- 2018년 3월 1일 봉계초등학교 태화분교로 개편
- 2024년 2월 29일 75년만에 폐교